# Журавель чорний
Журавель чорний (Grus monacha) — вид журавлів, що поширений на північному сході Азії.

## Поширення та чисельність
Птах гніздиться у Південному Сибіру, Далекому Сході Росії та у китайській провінції Хейлунцзян. На зимівлю мігрує в Японію (на островах Сікоку, Кюсю та заході острова Хонсю), на південь Китаю (у долину річки Янцзи) та Південну Корею. За оцінками, світова популяція виду становить 11500 птахів. 80 % популяції зимує у префектурі Каґосіма на острові Кюсю. На Сікоку трапляється до 300 птахів щороку, а на заході Хонсю лише 10-20 птахів, хоча у середині 20 століття тут зимувало понад 300 птахів. У Китаю зимує 1000—1150 птахів, а в Південній Кореї у затоці Сунчон — понад 100 птахів.

## Опис
Птах завдовжки 91-100 см. Розмах крил — 160—180 см. Вага — 3,2-4,9 кг. Оперення сіре з білою головою та верхньою частиною шиї. У дорослих птахів лоб неоперений, червоного кольору з рідкісною чорною щетиною. Криючі крил та хвіст чорного кольору. Ноги теж чорні.

## Спосіб життя
Живе у важкодоступних районах верхових сфагнових боліт тайги з деревною рослинністю, яка в основному складається з модрини або рідкісних чагарників. Живиться частинами водних рослин, ягодами, зерном, комахами, жабами, саламандрами і іншими дрібними тваринами. Кладка яєць відбувається в кінці квітня-початку травня. Самиця зазвичай відкладає два яйця. Інкубаційний період складає 27-30 днів, обоє батьків беруть участь в насиджуванні. Пташенята стають на крило через 75 днів.